# Serrara Fontana
Serrara Fontana es un municipio italiano localizado en la ciudad metropolitana de Nápoles, región de Campania. Cuenta con 3.173 habitantes en 6,44 km². Se encuentra ubicado en la isla de Isquia, en el archipiélago napolitano.
El territorio municipal contiene las frazioni (subdivisiones) de Ciglio, Fontana, Martofa, Migliaccia, Sant'Angelo d'Ischia, Serrara y Succhivo d'Ischia. Limita con los municipios de Barano d'Ischia y Forio.

## Galería

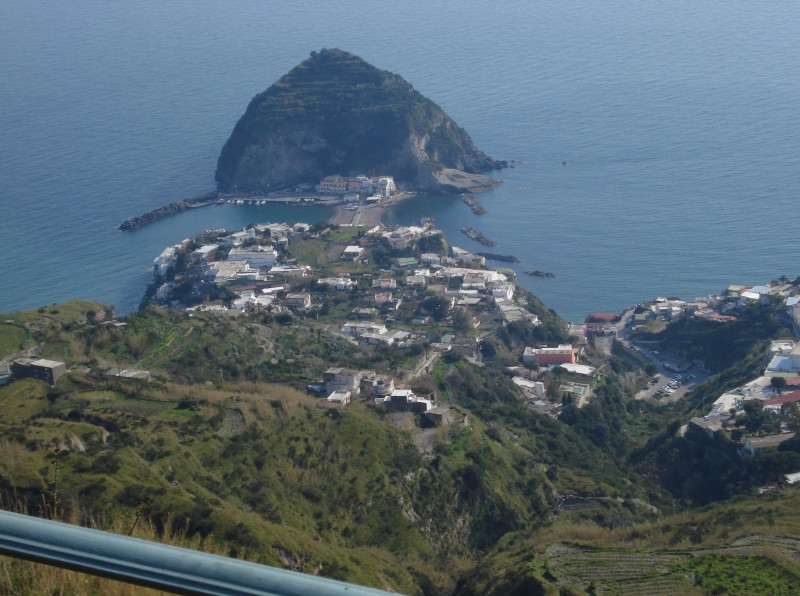
La fracción de Sant'Angelo vista desde Serrara Fontana.
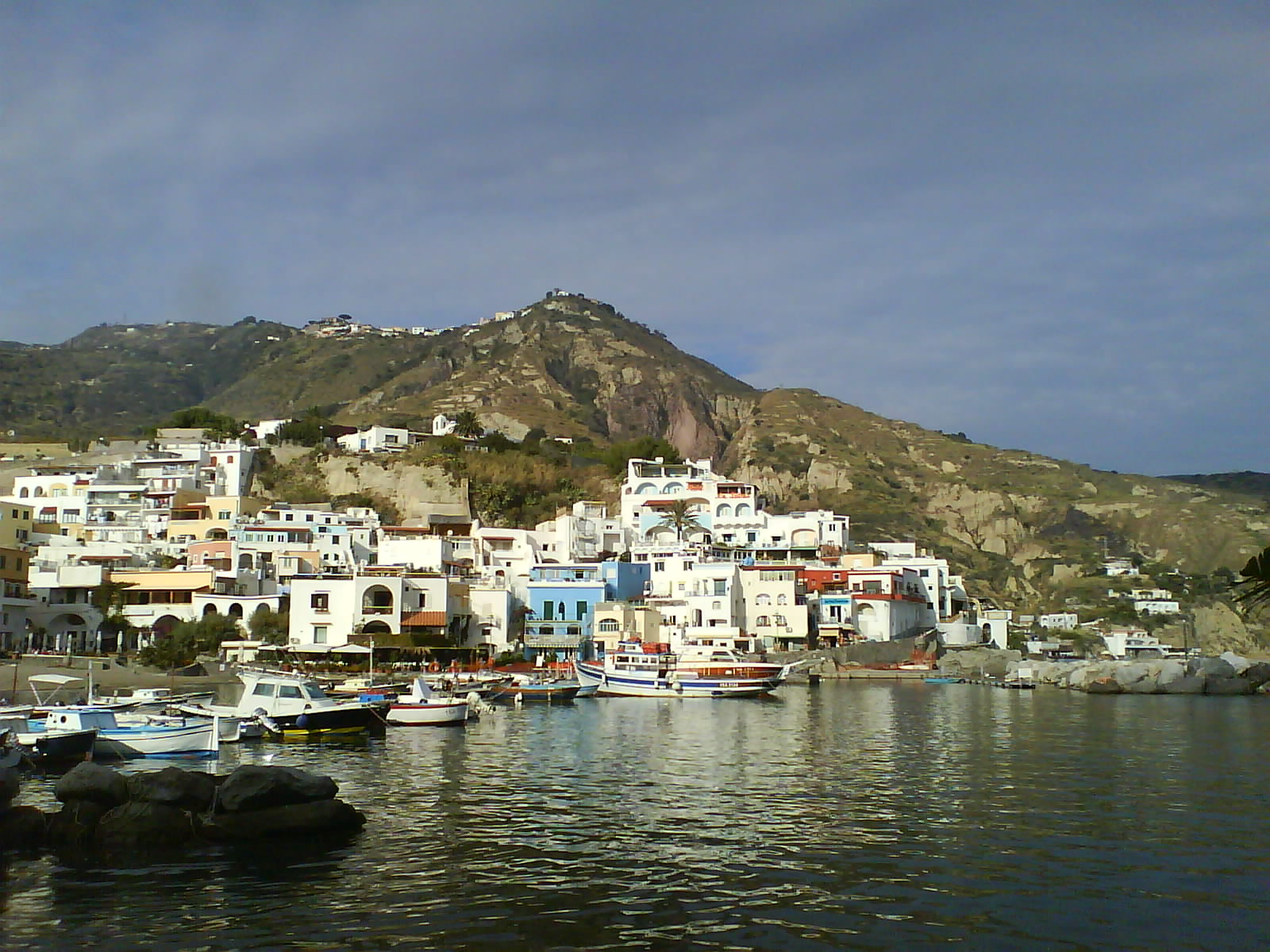
Vista de Sant'Angelo desde el mar.
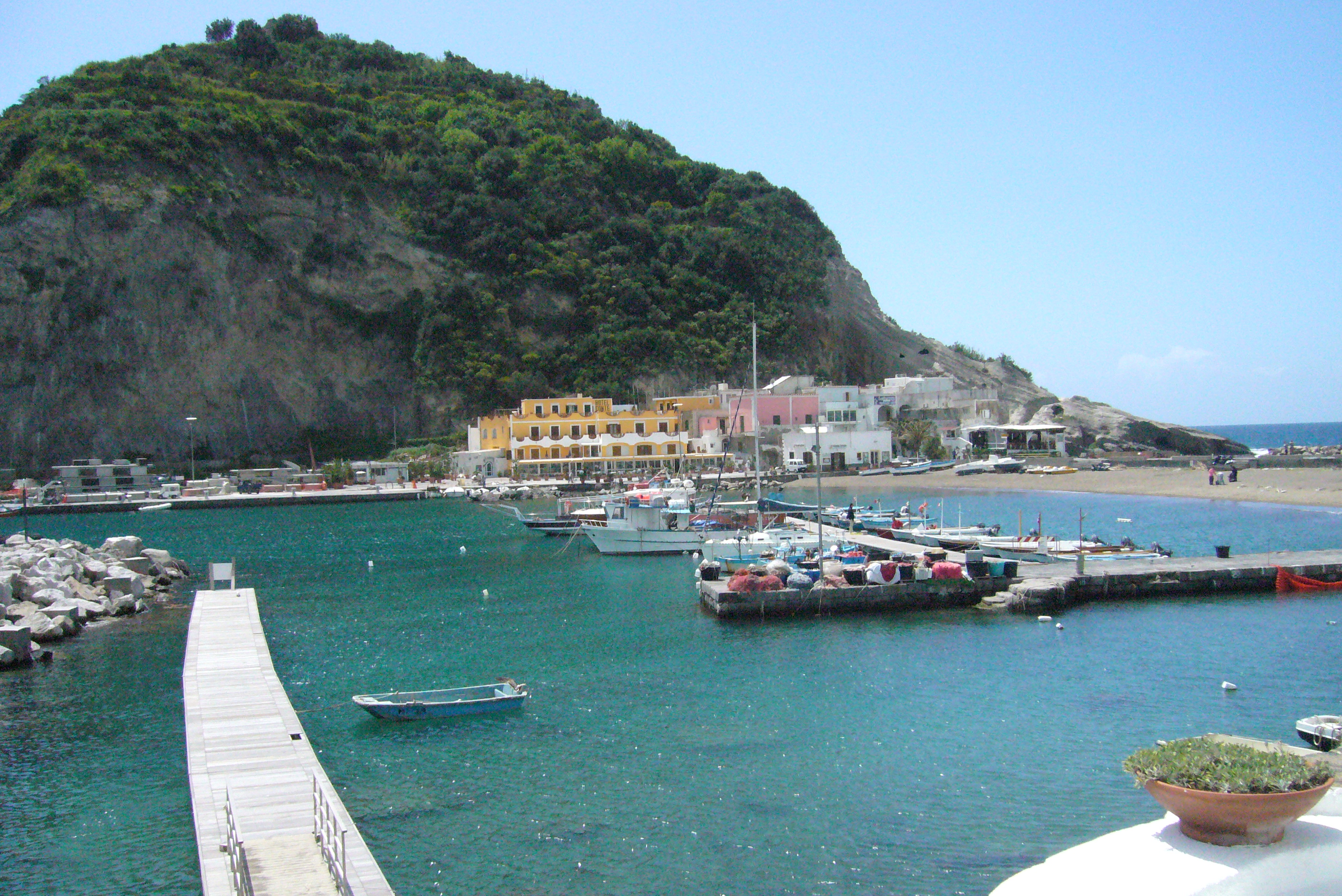
Puerto.
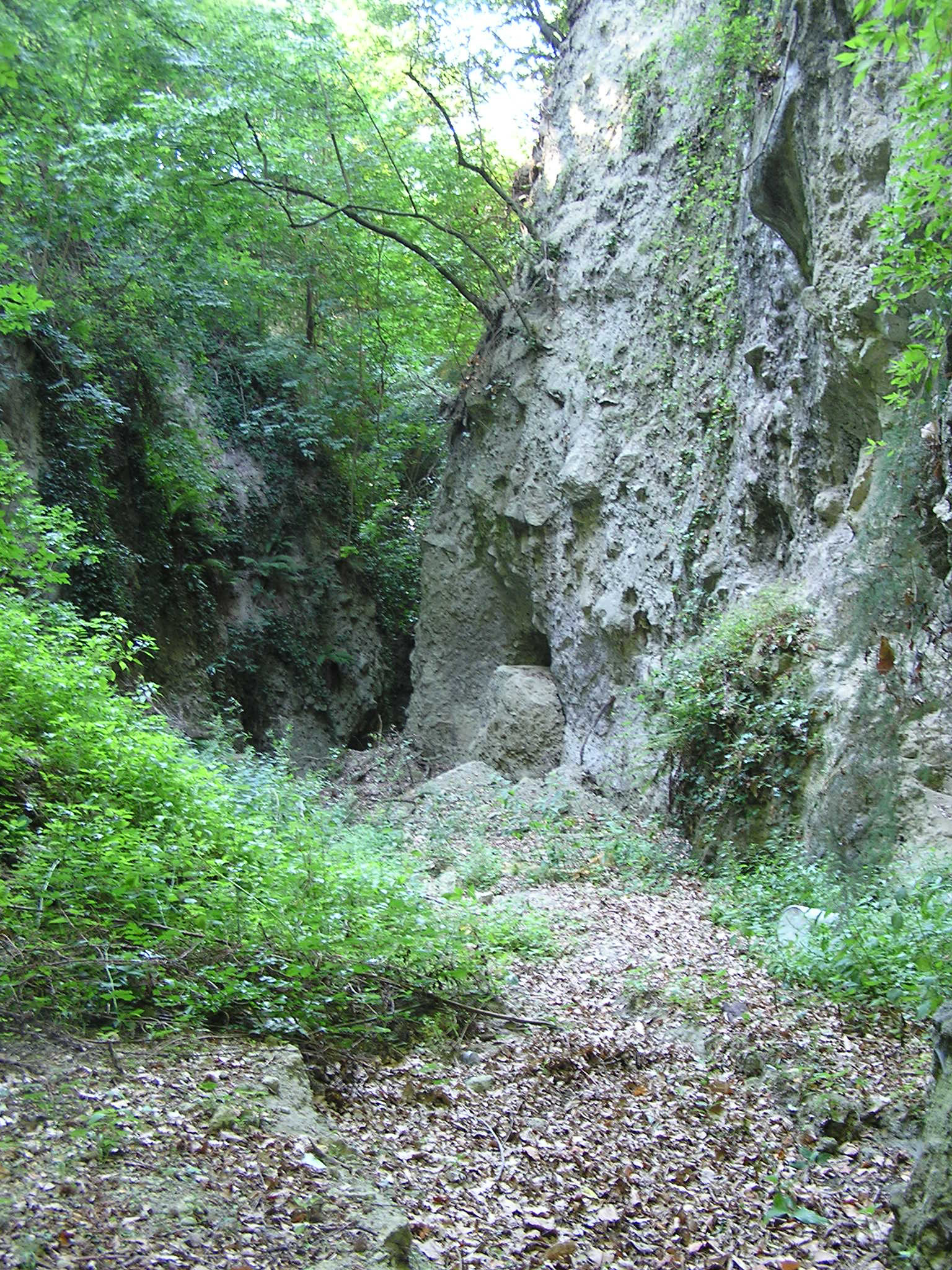
Tufo volcánico.

## Evolución demográfica
| Gráfica de evolución demográfica de Serrara Fontana entre 1861 y 2011 |
|                                                                       |
| Fuente ISTAT - elaboración gráfica de Wikipedia                       |